# Sächsische Biografie
Die Sächsische Biografie (auch kurz SäBi) ist ein 1999 angelegtes und fortwährend erweitertes personengeschichtliches Lexikon zur Geschichte Sachsens. Das Projekt wird vom Institut für Sächsische Geschichte und Volkskunde (ISGV) in Dresden betreut und bietet Lebensdaten sowie Kurzbiografien zu bedeutenden Personen der sächsischen Geschichte. Auch bislang wenig beachtete historische Persönlichkeiten sollen eingehende Behandlung finden, wobei das Projekt Relevanzkriterien sowie zeitliche und räumliche Grenzen definiert. Aufgenommen werden verstorbene Persönlichkeiten, welche über einen kürzeren oder längeren Zeitraum in und für Sachsen gewirkt haben. Seit Beginn bis 2019 lag die wissenschaftliche Leitung bei Martina Schattkowsky, seit März 2019 leitet Joachim Schneider das Projekt.
Die Sächsische Biografie ist als Langzeitprojekt ausgelegt, das von mehreren wissenschaftlichen Mitarbeitern sowie Studierenden am ISGV redaktionell betreut wird. Die Kurzbiografien werden sowohl von etablierten Historikern als auch Nachwuchs- und Hobbyhistorikern sowie Studierenden geschrieben. Seit Juni 2005 werden die Einträge im World Wide Web kostenlos zur Verfügung gestellt und seit Mai 2012 sind sie auch im europäischen Biographie-Portal recherchierbar.
Bisher sind die Lebensdaten von fast 13.000 Personen erfasst, für ca. 1.800 von diesen existiert eine Biografie. Der Bestand wird fortlaufend ausgebaut. Die Personenartikel sind mit GND-Nummern versehen und werden über diese mit anderen Werken verknüpft. Anders als der von der Bayerischen Staatsbibliothek angebotene, gemeinsame Online-Auftritt von ADB und NDB verlinkt die Sächsische Biographie mittels des GND-Beacon-Formats nicht nur auf diese zentralen wissenschaftlichen Datenbanken, sondern auch auf Artikel der Wikipedia.